# 葉連娜·鮑文娜
叶连娜·奥列戈芙娜·鮑文娜（俄语：Елена Олеговна Бовина；1981年10月15日—）是俄罗斯职业网球女运动员，最高單打排名為14（2005年4月4日）。
在2005年6月，鮑文娜右肩受傷，因此退出溫布頓和夏季硬地賽事，原本計劃在紐哈芬賽事復出，尋求此賽事衛冕，但是她的肩傷再度復發，因此退出剩下的賽事。她的排名下滑到63。
2006年，她想再次復出，但是她一年缺席了大多數的賽事，因此沒有排名，最後她在克里姆林盃復出。
她的生涯一共獲得3個單打冠軍，5個雙打冠軍。

## 外部連結
- 葉連娜·鮑文娜的国际女子网球协会官方資料（英文）
- 葉連娜·鮑文娜的國際網球總會 職業／青少年 官方資料（英文）
- Fed Cup - Player profile - Elena BOVINA (RUS) （页面存档备份，存于）